# ديفيد مارتن (كاتب)
ديفيد مارتن (بالإنجليزية: David Martin)‏ (بالمجرية: Detsinyi Lajos)‏ هو صحفي وكاتب ومؤلف وشاعر أسترالي ومجري، ولد في 22 ديسمبر 1915 في بودابست في المجر، وتوفي في 1 يوليو 1997 في فيكتوريا في أستراليا.